# Eucereon hagmanni
Eucereon hagmanni là một loài bướm đêm thuộc phân họ Arctiinae, họ Erebidae.